# Rosenbad

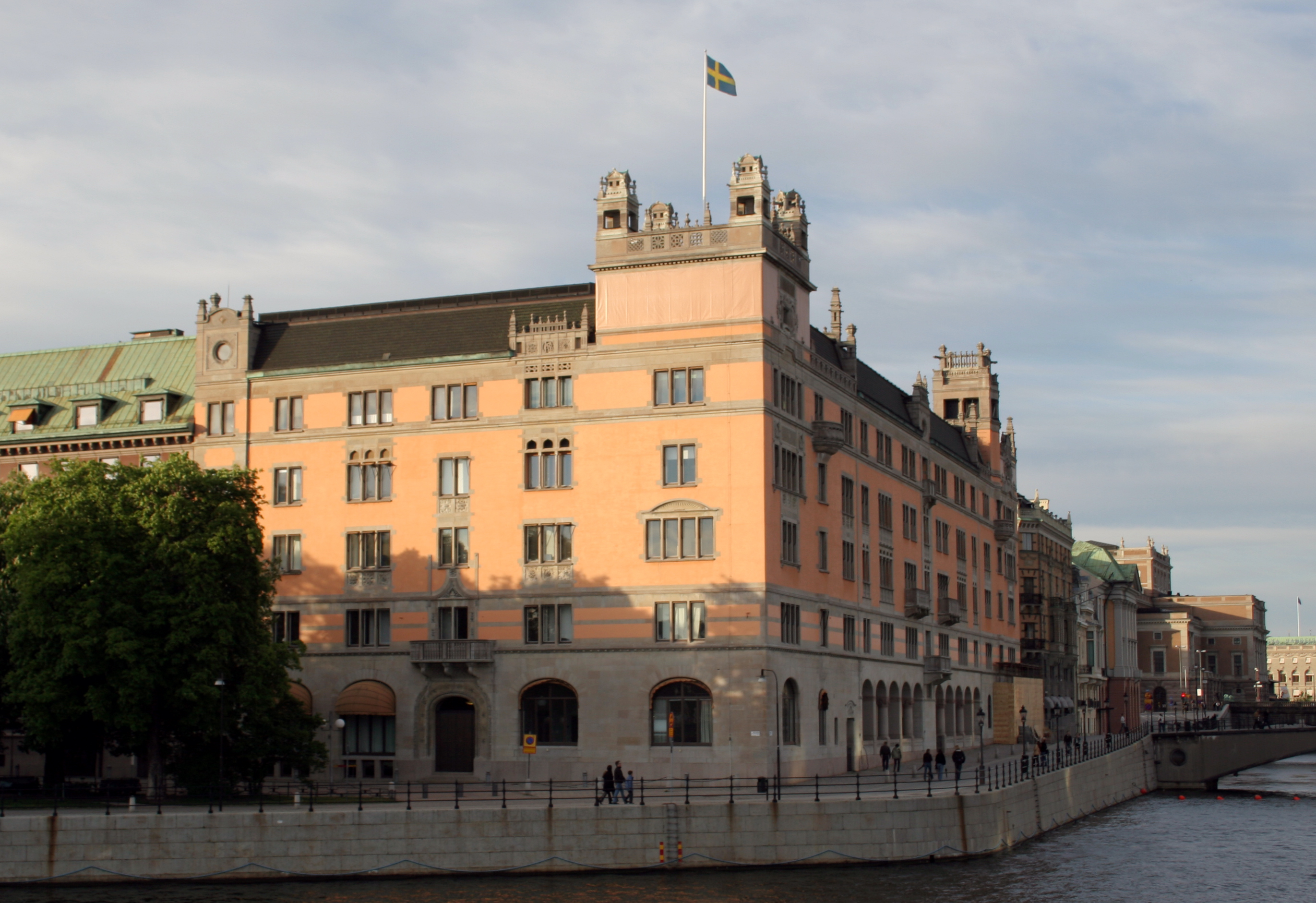
A Rosenbad

A Rosenbad egy szecessziós stílusban épült épület Stockholm központjában. Ferdinand Boberg tervezte, és 1902-ben készült el.
Korábban számos funkciót ellátott, többek között helyet adott az azonos nevű étteremnek. Ma a svéd miniszterelnöki hivatal és a kancellária épületeként működik. A Sager Ház (a miniszterelnöki rezidencia) mellett, közel a Riksdag és a királyi palota közelében található.